# キャス郡区 (アイオワ州ブーン郡)
キャス郡区は、アメリカ合衆国、アイオワ州、ブーン郡にある17の郡区の一つである。2000年の国勢調査で、人口は668人だった。

## 地理
キャス郡区は、47.6平方キロメートル（18.36平方マイル)で、組み込まれた自治体(incorporated settlements)はありません。
アメリカ地質調査所によると、この郡区はLibertyとState Hospitalの2つの霊園が含まれています。